# Подмалинки
Подмалинки — деревня в Коломенском районе Московской области. Принадлежит к Проводниковскому сельскому поселению, ранее же относилась к Федосьевскому сельскому округу. Население — 11 чел. (2010).
Находится деревня в 20 км от райцентра города Коломны и в 7 км от центра сельского поселения посёлка Проводник. Ближайшие населённые пункты: Зарубино — 1,5 км; Богдановка — 2 км; Субботово — 2,5 км; Федосьино — 2,5 км и Подберёзники — 3 км.

## Расположение
- Расстояние от административного центра поселения — посёлка Проводник
  - 7 км на северо-запад от центра посёлка
  - 8 км по дороге от границы посёлка
- Расстояние от административного центра района — города Коломны
  - 20 км на северо-запад от центра города
  - 17,5 км по дороге от границы города

## Природа
Находится деревня на левом берегу реки Осёнки. В этом месте река запружена, образованный большой пруд простирается на 3 км от деревни Зарубино до места, удалённого от Подмалинок на 1 км вниз по течению реки. Пруд используется для разведения рыбы и относится к Осенскому рыбхозу.
Этот пруд самый большой на реке Осёнке, он представляет собой живописное озеро с небольшими островками. Берега пруда поросли камышом. Также рядом с озером расположен большой дуб, окружённый маленькими дубками.

## Население
| 2002 | 2006 | 2010 |
| ---- | ---- | ---- |
| 13   | ↘12  | ↘11  |

По данным переписи населения 2002 года, 69% населения являются русскими, 31% — татарами.

## Транспорт и дороги
Деревня Подмалинки связана автобусным сообщением с городом Коломной и другими населёнными пунктами Коломенского района — маршрут № 24 Коломна — Богдановка,.
В 2007 году в рамках Федеральной Адресной Инвестиционной Программы России была построена дорога, соединяющая Подмалинки с автомобильной дорогой «Коломна — Малино» — «Черкизово — Непецино — Шкинь»,.